# Saint-Vincent (île)
Pour les articles homonymes, voir Saint-Vincent.
L'île de Saint-Vincent est la principale île de Saint-Vincent-et-les-Grenadines.
L'île Saint-Vincent est située dans la mer des Caraïbes entre l'île de Sainte-Lucie et l'archipel des Grenadines et fait partie de la chaine des Petites Antilles. Elle est composée de montagnes volcaniques bien boisées et partiellement submergées. Son point culminant est le volcan de la Soufrière, qui est entré en éruption le 9 avril 2021, causant l’évacuation du nord de l’île. Avant cela, la dernière éruption du volcan remontait à 1979. L'île se situe à 43 km au sud-sud-ouest de Sainte-Lucie, à 109 km au nord-nord-est de Grenade et à 159 km à l'ouest de Barbade.
L'île de Saint-Vincent a une superficie de 344 km², soit environ 88 pour cent de la superficie totale du pays. Elle est orientée nord-sud sur une longueur de 29 km pour une largeur maximale de 17 km. Le climat est tropical et humide avec des températures moyennes entre 18 et 31 °C.

## Faune
- voir aussi Liste des oiseaux des Antilles